# ۹۰ دقیقه در بهشت (فیلم)
۹۰ دقیقه در بهشت (انگلیسی: 90 Minutes in Heaven) یک فیلم آمریکایی محصول سال ۲۰۱۵ در سبک فیلم مسیحی و درام فیلمنامه فیلم براساس رمانی به همین نام نوشته شده است.مردی که در تصادفی وحشتناک جان خود را از میدهد، با کمک امداد گران پس از یک و نیم ساعت دوباره زنده میشود و ادعا میکند در هنگام مرگش، بهشت را دیده است…

## بازیگران
- هایدن کریستنسن
- کیت باسورث
- دوایت یوآکم
- مایکل دبلیو اسمیت
- فرد تامپسون
- ردا گریفیس